# 陈白一
陈白一（1926年—2014年4月2日），原名陈倜，男，汉族，湖南邵阳人，中国国画家，中国美术家协会理事，湖南省美术家协会原主席。